# Caníbal: Indignación Total
Caníbal: Indignación Total  es una serie documental mexicana, producida en 2022 por la Suprema Corte de Justicia de la Nación (SCJN) de México y Camila Producciones, que se estrenó en televisión el 27 de junio de 2022. Su tema principal es el caso de Andrés Filomeno Mendoza Celis, un feminicida serial apodado “el Caníbal de Atizapán” y su objetivo es visibilizar el grave problema de los feminicidios y la violencia en contra de las mujeres, así como reflexionar sobre los cambios sociales que se deben hacer para acabar con este fenómeno en México.
La serie de cinco capítulos fue dirigida por Grau Serra; el guion lo escribió Ana Mata y la fotografía corrió a cargo de Luis Posada y Consuelo Saldaña. La conductora y periodista Gabriela Warkentin participó como portavoz del equipo de investigación periodística. La serie se transmitió por Justicia TV, el canal de televisión oficial del Poder Judicial mexicano, las estrellas, de Grupo Televisa y Canal 22 de la Secretaría de Cultura.

## Sinopsis y estructura
Caníbal: Indignación Total aborda el caso del feminicida serial Andrés Filomeno Mendoza Celis, también conocido como “el Caníbal de Atizapán”, a través de la recreación de algunos hechos, con base en una investigación periodística propia.  Mendoza Celis fue detenido por las autoridades el 15 de mayo de 2021. Un mes más tarde, equipos forenses habían descubierto 3,787 restos óseos humanos enterrados en su domicilio.  Mendoza Celis, quien cometió múltiples asesinatos a lo largo de 31 años, fue acusado de perpetrar 19 feminicidios (aunque se sospecha que el número total de sus víctimas puede ser superior a 30 mujeres) y fue sentenciado a prisión vitalicia el 18 de marzo de 2022.
Caníbal: Indignación Total tiene una duración total de 127 minutos y se compone de cinco capítulos, que se transmitieron por los canales de televisión Justicia TV, las estrellas y Canal 22. Todos los episodios fueron dirigidos por Grau Serra.

## Capítulos
| N.° | Título               | Dirigido por | Escrito por              | Estreno             |
| --- | -------------------- | ------------ | ------------------------ | ------------------- |
| 01 | «Reyna»              | Grau Serra   | Ana Mata                 | 27 de junio de 2022 |
| El esposo de Reyna, el comandante Bruno, encuentra el domicilio en donde fue asesinada su esposa. La policía detiene a Andrés Filomeno Mendoza Celis y las evidencias que se encuentran en su domicilio revelan una historia criminal que se extiende durante muchos años. Se empieza a especular que Mendoza Celis es un asesino serial.                                                                                                   |                      |              |                          |                     |
| 02 | «Un Vecino Perfecto» | Grau Serra   | Ana Mata                 | 28 de junio de 2022 |
| Se descubre que el feminicida era para casi todos los que le rodeaban un “buen vecino”. La comunidad queda sorprendida de las acusaciones que se le hacen. Nadie sospechaba de él. Andrés Mendoza logró engañar a todos en su comunidad durante muchos años para cometer sus crímenes en total impunidad. |                      |              |                          |                     |
| 03 | «El Canibal»         | Grau Serra   | Ana Mata                 | 29 de junio de 2022 |
| Una investigación periodística de fondo revela todo lo que durante años escondió Mendoza Celis dentro de su casa y qué les hacía a los cuerpos de sus víctimas. Los encargados de realizar los trabajos de excavación en el lugar dan testimonio de las atrocidades cometidas por este feminicida y el duro impacto que estos hechos tuvieron entre sus vecinos y comunidad. Aparentemente todo inició a raíz de una película de Hollywood. |                      |              |                          |                     |
| 04 | «Consecuencias»      | Grau Serra   | Ana Mata                 | 29 de junio de 2022 |
| Los feminicidios no afectan únicamente a las víctimas y a sus familias, también tocan y lastiman profundamente a toda la sociedad. Autoridades, familiares y víctimas se entrelazan en trágicas historias, con secuelas psicológicas y sociales. Cada año, en el Día Internacional de la Mujer (el 8M), mujeres en México y en América Latina salen a las calles a exigir un alto a la violencia de género y a gritar: “¡Ya basta!”         |                      |              |                          |                     |
| 05 | «Indignación Total»  | Grau Serra   | Ana Mata y Javier Tejado | 1 de julio de 2022  |
| ¿Qué provoca la indignación? Un sistema de procuración de justicia roto y la indolencia de la sociedad. El juez que lleva el caso hace una revisión exhaustiva de lo acontecido y, casi un año después de la detención de Andrés Mendoza, emite una fuerte sentencia. |                      |              |                          |                     |

## Los feminicidios y la violencia de género en México
Usando el caso de Mendoza Celis como un paradigma, la serie documenta el fenómeno de la violencia de género contra las mujeres en México y especialmente su forma más extrema, los feminicidios. A partir de una investigación periodística, se propone identificar las distintas causas que generan la violencia en contra de las mujeres, la falta de preparación y de sensibilidad de las autoridades en todos los órdenes y niveles, la normalización del machismo y la indiferencia de la sociedad ante este fenómeno, entre varios aspectos. De acuerdo con cálculos basados en cifras oficiales del Gobierno Federal de México, se estima que en este país se cometen 11 feminicidios cada día. En este sentido, la serie documental busca generar conciencia y sensibilizar a la sociedad mexicana sobre la gravedad de este problema que afecta a mujeres de todas las edades y condición socioeconómica, pero principalmente a aquellas que son parte de las clases sociales más desfavorecidas, que tienen una menor educación y casi nulo acceso a un sistema de justicia patriarcal y machista.

## Papel de la SCJN en la producción
Previo al estreno de la serie documental, el 21 de junio de 2022 el presidente de la SCJN, Arturo Zaldívar Lelo de Larrea, publicó un artículo donde destacó que la SCJN produjo esta serie para “concientizar sobre los feminicidios en México y llamar (a) la acción urgente para combatir este flagelo”. Destacó, también, que ya antes el Poder Judicial de México ha patrocinado “obras que cimbren las conciencias para denunciar las injusticias sociales”, ofreciendo como ejemplos de ello los murales de José Clemente Orozco y de Rafael Cauduro en el propio recinto de la Corte. 
Según Zaldívar, gracias a la investigación que se documenta la serie, es posible percibir “el crudo retrato de un país en el que están matando mujeres, niñas y adolescentes impunemente, como si fuera un mal inevitable”. Se trata de fenómeno que exige que la sociedad y las autoridades en México visibilicen y detengan conductas violentas en contra de las mujeres.

## Controversia con el municipio de Atizapán
Previo al estreno, Alfredo Agustín, séptimo regidor de Atizapán, declaró que la serie “estigmatizaría a los atizapenses” y el trabajo de sus autoridades actuales, mientras que Pedro Rodríguez Villegas, alcalde de Atizapán, “demandó que se prohibiera la transmisión de la serie documental” bajo el argumento de que “perjudicará la imagen del municipio, al promover una imagen negativa de éste y que dará a entender que ‘los habitantes son permisivos y malas personas’”. 
Ante los señalamientos de las autoridades municipales, el presidente de la SCJN, Arturo Zaldívar, respondió que “…la imagen (de Atizapán) la afectaron las autoridades, que durante 31 años no buscaron a esas mujeres (desaparecidas y asesinadas)”.
El propio Rodríguez Villegas reconoció que no le fue posible encontrar razones legales fundamentadas para prohibir la transmisión de la serie documental.